# Хайек, Сальма
Са́льма Ха́йек Пино́ (исп. Salma Hayek Pinault; урождённая — Са́льма Вальга́рма Ха́йек Химе́нес (исп. Salma Valgarma Hayek Jiménez); род. 2 сентября 1966, Коацакоалькос, Веракрус, Мексика) — мексикано-американская актриса, кинорежиссёр и продюсер.
За свою актёрскую карьеру Хайек снялась в более чем 30 фильмах. Она первая мексиканка, которая была номинирована на премию «Оскар» за лучшую женскую роль (2003). Вторая после Фернанды Монтенегру из трёх латиноамериканских актрис в истории, номинировавшихся на эту награду (третьей является Каталина Сандино Морено).

## Юность
Когда боги решили спустить на землю копию своего божественного великолепия, они назвали её Сальма Хайек.
Сальма родилась в городе Коацакоалькос, штат Веракрус, Мексика. Она дочь Дианы Хименес Медины, оперной певицы испанского происхождения, и Сами Хайека Домингеса, управляющего нефтяной компанией ливанского происхождения, который однажды баллотировался в мэры Коацакоалькоса. Её имя, Сальма, (производное от мужского имени Салим) происходит от арабского слова «salima», что означает «мир, безопасность, здоровье». Она воспитывалась в обеспеченной набожной семье и в двенадцатилетнем возрасте была отправлена на обучение в католическую школу-интернат для девочек в Луизиане. В то время, пока Сальма находилась там, врачи поставили ей диагноз — дислексия.
После ухода из школы из-за проблем с поведением Сальма ненадолго вернулась в Мексику, а вскоре переехала в Хьюстон, США, где до 17 лет жила с тётей. Затем она поступила в Ибероамериканский университет в Мехико, где изучала международные отношения. Сальма решила стать актрисой, посмотрев в кинотеатре фильм «Вилли Вонка и шоколадная фабрика».

## Карьера

### В Мексике
В возрасте 23 лет Хайек получила ведущую роль в успешной мексиканской теленовелле «Тереза» (1989), благодаря которой она заработала статус национальной звезды. Позже, в 1994 году Сальма снялась в фильме «Аллея чудес», который получил больше премий, чем любой другой фильм в истории мексиканского кино. За свою игру она получила номинацию на главную кинопремию Мексики — «Ариель».

### Начало карьеры в Голливуде

Сальма Хайек на кинофестивале в Вашингтоне, 1998 год

В Америку актриса прибыла «в качестве нелегальной иммигрантки». Среди её поклонников ходили слухи о том, что она уехала из Мексики из-за тайного романа с президентом страны (чтобы избежать гнева его жены). Несмотря на не очень хорошее, из-за дислексии, знание английского языка, в 1991 году Хайек переехала в Лос-Анджелес для обучения актёрскому ремеслу у Стеллы Адлер. Роберт Родригес и его продюсер, а позднее жена, Элисабет Авельян пригласили Сальму для съёмок вместе с Антонио Бандерасом в фильме «Отчаянный», вышедшем в 1995 году. Фильм принёс актрисе некоторую известность в США и внимание со стороны голливудских киностудий. Оставаясь лояльной режиссёру, Сальма отклонила предложение сняться в «Маске Зорро» после того, как проект покинул Роберт Родригес, и роль досталась Кэтрин Зета-Джонс.
Сальма, вместе с Мэттью Перри, исполнила главную роль в романтической комедии «Поспешишь — людей насмешишь». После своего успеха в «Отчаянном» она снялась в небольшой, но запоминающейся роли королевы вампиров в фильме «От заката до рассвета», в котором исполнила на столе танец со змеёй. В 1999 году Хайек сыграла главную роль в крупнобюджетном фильме «Дикий, дикий Вест» с Уиллом Смитом и второстепенную в фильме Кевина Смита «Догма». В 2000 году она не попала в титры, снявшись с Бенисио Дель Торо и другими звёздами Голливуда в получившем множество наград фильме «Траффик». В 2003 году Сальма повторила свою роль из «Отчаянного», снявшись в фильме «Однажды в Мексике» — заключительной части трилогии о музыканте.

### Режиссёр, продюсер и актриса

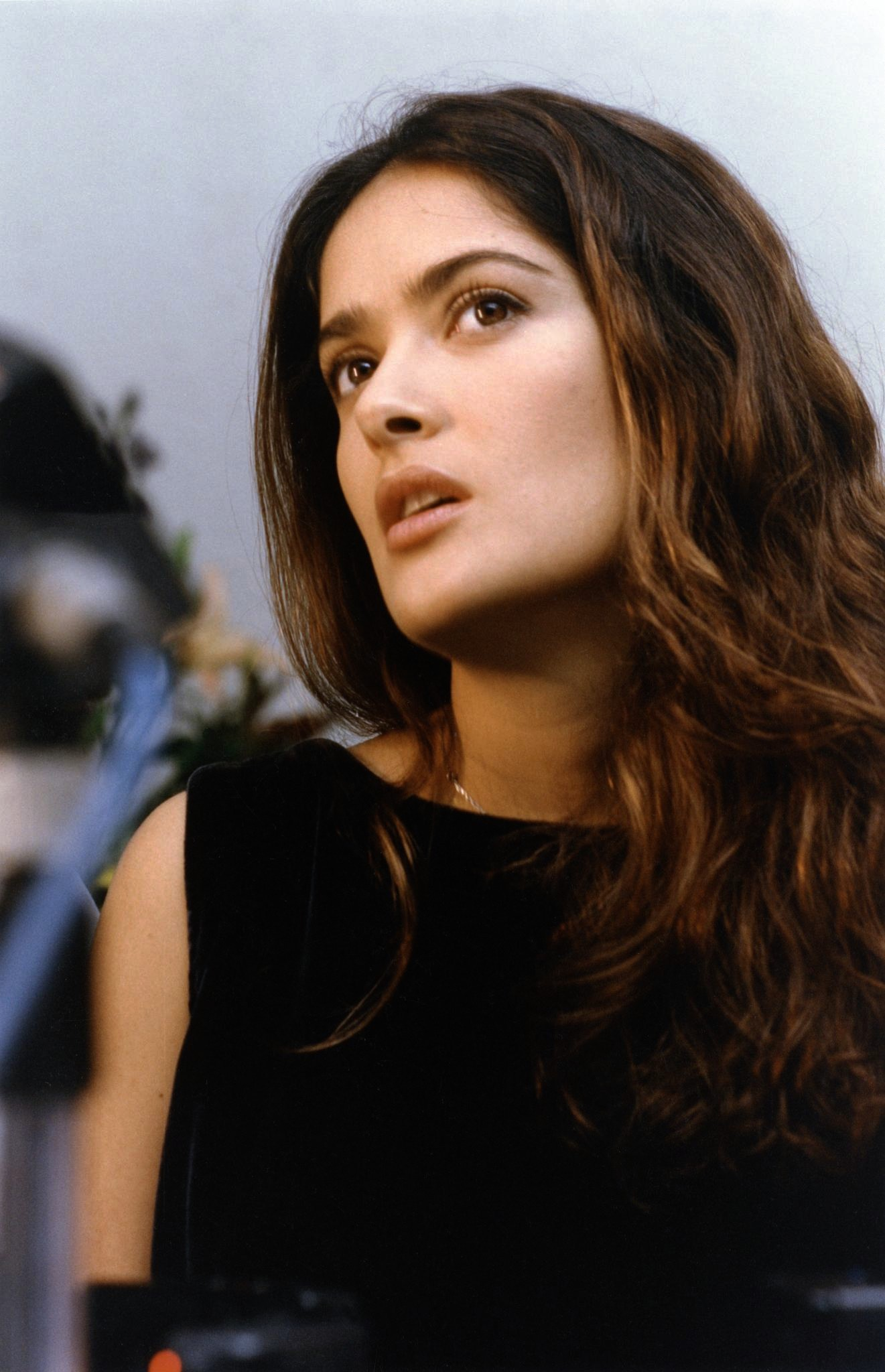
Сальма Хайек в 2004 году

Примерно в 2000 году Сальма Хайек основала продюсерскую компанию «Ventanarosa» и занялась производством фильмов и телевизионных проектов. Её первым опытом в этом виде деятельности стал фильм «Полковнику никто не пишет», который был выбран Мексикой для представления на премию «Оскар» в номинации «Лучший зарубежный фильм».
В 2002 году вышел фильм «Фрида», в котором Сальма была сопродюсером, а также сыграла главную роль мексиканской художницы Фриды Кало, за которую была номинирована на «Оскар» как лучшая актриса. Это сделало её, вместе с Кэти Хурадо и Адрианой Барраса, одной из трёх мексиканских актрис, которые были номинированы на эту награду. Во многом благодаря её участию в проекте, в нём удалось собрать звёздный актёрский ансамбль из Альфреда Молины, Антонио Бандераса, Эшли Джадд, Джеффри Раша, Эдварда Нортона и Валерии Голино.
В 2003 году Хайек сняла фильм «Чудо Мальдонадо» для кабельной сети Showtime, за который получила дневную премию «Эмми» в номинации «выдающаяся режиссура детской, молодёжной или семейной программы».
В декабре 2005 года Хайек сняла музыкальный клип для певца Принса под названием «Te Amo Corazón» («I love you, sweetheart»), в котором сыграла её подруга Миа Маэстро.
В сентябре 2006 года Сальма Хайек стала исполнительным продюсером телесериала «Дурнушка Бетти» («Ugly Betty»), транслировавшегося по всему миру с 2006 по 2010 годы. При адаптации к американскому телевидению ей помогал Бен Сильвермен, которому принадлежат права и тексты колумбийской теленовеллы «Yo soy Betty, la fea», вышедшей на экраны в 2001 году. Изначально, в 2004 году, проект планировался как получасовой ситком для NBC, но позже, в 2006 году, был подобран ABC и отдан продюсеру Сильвио Хорта. Хайек появилась в «Дурнушке Бетти» в роли Софии Рейес, редактора журнала. Также у неё было камео актрисы в теленовелле в рамках шоу. В 2007 году сериал получил премию Золотой глобус за «Лучший комедийный сериал». А роль Софии принесла Хайек номинацию на премию Эмми.
В апреле 2007 года Хайек завершила переговоры с MGM и стала генеральным директором своей компании Ventanarosa. Уже в мае она подписала с ABC договор о том, что в течение 2 лет её компания будет разрабатывать для телевизионной сети проекты.
В 2010 году Хайек сыграла жену персонажа Адама Сэндлера в комедии «Одноклассники», в которой также снялись Крис Рок и Кевин Джеймс. По его настоянию год спустя вместе с Антонио Бандерасом Хайек поучаствовала в озвучании спин-оффа фильма «Шрек» «Кот в сапогах». В 2012 году Хайек сняла клип «Nada Se Compara» для Джады Пинкетт Смит. А в 2013-м повторила свою роль в фильме «Одноклассники 2».
В следующие несколько лет актрису можно было увидеть в картинах: «Как заниматься любовью по-английски», «Страшные сказки» и «Телохранитель киллера». В последнем её партнёрами стали Райан Рейнольдс и Сэмюэл Л. Джексон. Готовится к выходу сиквел, получивший название «Телохранитель жены киллера».
В 2019 году на Комик-коне в Сан-Диего было объявлено, что Сальма Хайек сыграет в новом фильме Marvel «Вечные». В марте 2020 года в мировой прокат вышел фильм «Неизбранные дороги» от режиссёра и сценариста Салли Поттер. Помимо Хайек, в съёмках приняли участие Хавьер Бардем, Эль Фэннинг и Лора Линни.

### Реклама

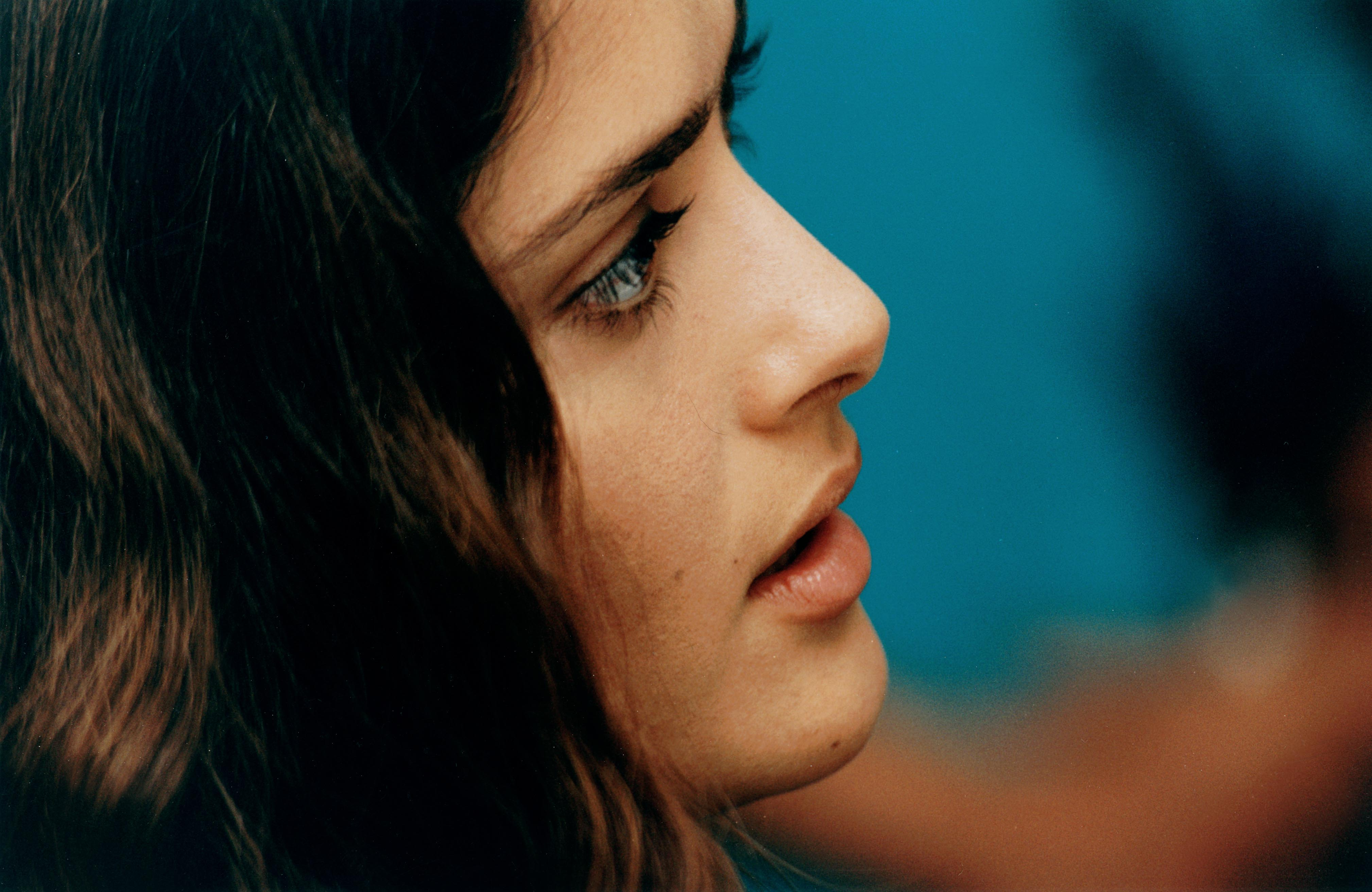
Сальма Хайек на кинофестивале в Гвадалахаре, 2008 год

С февраля 2004 года Сальма Хайек является представителем косметической фирмы Avon. В 1998 она представляла Revlon, в 2001 — была моделью Chopard, а в 2006 — участвовала в рекламной кампании Campari, которую снимал сам Марио Тестино.
Хайек сотрудничала с компанией Procter & Gamble и ЮНИСЕФ в целях содействия финансированию (посредством продажи одноразовых подгузников) вакцин против столбняка матерей и новорождённых. Она является глобальным представителем партнёрской кампании Pampers / ЮНИСЕФ (1 упаковка = 1 вакцина), тем самым помогая повысить осведомлённость о программе. Это партнёрство включает в себя пожертвование Procter & Gamble стоимости одной прививки от столбняка (приблизительно 24 цента) за каждую проданную упаковку памперсов.
В 2008 году Хайек стала соучредителем программы Cooler Cleanse фирмы Juice Generation, запустив линейку соков и орехового молока. Летом 2017-го совместно с основателем компании Juice Generation Эриком Хелмсом актриса выпустила линию замороженных продуктов для смузи — BIY (Blend it yourself) . Набор из двенадцати смузи включает три варианта асаи-боул и три «коктейля красоты» — их можно не только пить, но и использовать в качестве маски для лица. В книге Хелмса «Поколение соков: 100 рецептов свежих соков и смузи», выпущенной в 2014 году, можно найти предисловие Сальмы.
В 2011 году Сальма Хайек запустила собственную линию косметики, средств по уходу за кожей и волосами Nuance by Salma Hayek, которая продаётся в магазинах CVS в Северной Америке.
Помимо прочего, актриса участвовала в съёмках серии испанских рекламных роликов для автомобильной компании Lincoln.

### Искусство
Весной 2006 года в Центре Современного Искусства Blue Star в Сан-Антонио, штат Техас, были выставлены шестнадцать портретных картин Сальмы Хайек, написанные художником-монументалистом Джорджем Йепесом и режиссёром Робертом Родригесом. На полотнах актриса представлена в роли ацтекской богини Ицпапалотль.

## Личная жизнь
Сальма училась в «Школе просветления Рамты» и практикует йогу.
В марте 2007 года Сальма Хайек подтвердила сообщение о помолвке с французским миллиардером Франсуа-Анри Пино, сыном Франсуа Пино, и своей беременности, а 21 сентября 2007 года в Лос-Анджелесе у пары родилась дочь. Девочку назвали Валентина Палома Пино.
В июле 2008 года Хайек разорвала помолвку.
Тем не менее 14 февраля 2009 года пара зарегистрировала брак в мэрии 6-го округа Парижа, а 25 апреля того же года пара провела церемонию бракосочетания повторно в старинном оперном театре Ла Фениче в Венеции.
13 декабря 2017 года Хайек опубликовала в The New York Times статью, в которой говорилось, что она подвергалась преследованиям и сексуальным домогательствам со стороны Харви Вайнштейна во время съёмок «Фриды».
В 2019 году семья Пино обязалась выделить 113 миллионов долларов на восстановление сгоревшего собора Парижской Богоматери.

## Активизм и благотворительная деятельность

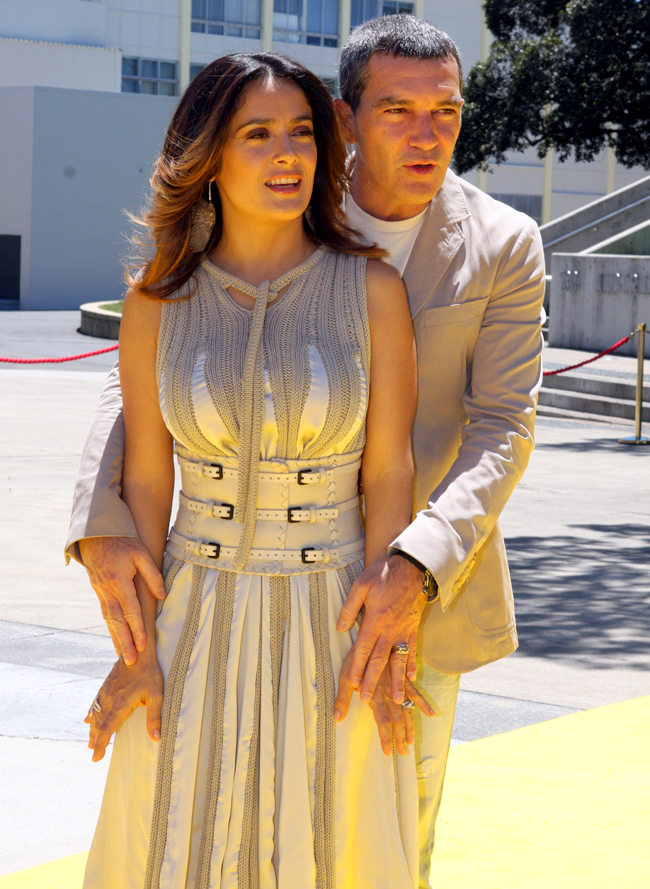
Хайек и Бандерас на премьере «Кот в сапогах 3D», 2011 год

Благотворительная деятельность Сальмы включает в себя повышение осведомлённости о насилии в отношении женщин и дискриминации иммигрантов. 19 июля 2005 года актриса свидетельствовала перед Комитетом Сената США по вопросам судебной власти в поддержку пересмотра закона о насилии в отношении женщин. В феврале 2006 года она пожертвовала 25 000 долларов мексиканскому приюту для женщин, подвергшихся избиению, и ещё 50 000 долларов — монтеррейским группам по борьбе с насилием в семье. Хайек является членом правления благотворительной организации «день V», основанной драматургом Ив Энслер. Тем не менее, Хайек заявляла, что не является феминисткой. Позже она пересмотрела свою позицию по этому вопросу, заявив: «Я феминистка, потому что множество удивительных женщин сделали меня такой, какая я есть сегодня. (…) Но — так не должно быть только потому, что я женщина».
Хайек выступает за грудное вскармливание. Во время ознакомительной поездки ЮНИСЕФ в Сьерра-Леоне она кормила грудью голодного недельного ребёнка, у матери которого не было молока.
В 2005 году актриса посетила Гватемалу в рамках программы «Молодёжь против СПИДа», содействуя профилактике смертельных заболеваний.
В 2010 году гуманитарная деятельность Хайек принесла ей номинацию на премию VH1 «Do Something Awards». А в 2013 году Сальма Хайек, Бейонсе и Фрида Джаннини запустили кампанию Gucci «Chime for Change», направленную на расширение прав и возможностей женщин.
В Международный женский день 2014 года Хайек была одним из авторов письма Amnesty International, адресованного тогдашнему премьер-министру Великобритании Дэвиду Кэмерону, агитирующего за права женщин в Афганистане. После своего визита в Ливан в 2015 году Хайек подвергла критике дискриминацию в государстве в отношении женщин.

## Награды и звания

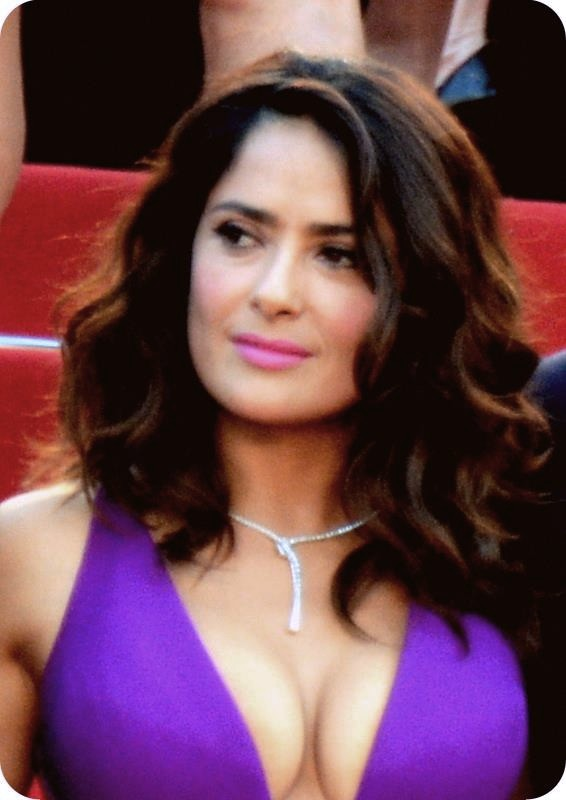
Канны, 2015 год

- Лауреат премии Glamour «Женщина года» (октябрь, 2001)[56]
- Лауреат премии Гильдии продюсеров Америки (2003)
- Лауреат премии «Художник года» Гарвардского фонда (февраль 2006)[57]
- Названа журналом Time одной из «25 самых влиятельных латиноамериканцев года» (2005)[58]
- Рыцарь (шевалье) Национального ордена Почетного легиона (Франция, 2011)
- Лауреат премии «Эмми» за режиссуру ТВ-фильма «Чудо Мальдонадо» (2004)
- Лауреат премии имени Франки Соццани Венецианского кинофестиваля (2018)[59]

В июле 2007 года журнал The Hollywood Reporter поставил Сальму на четвёртую позицию в своём списке самых влиятельных членов голливудского латиноамериканского сообщества («Latino Power 50»). В том же месяце опрос показал, что Хайек является «самой сексуальной знаменитостью» из 3000 известных мужчин и женщин. Согласно опросу, «65 процентов населения США использовали бы термин „сексуальная“, чтобы описать её». В 2008 году Хайек была удостоена премии «Women in Film Lucy Award» в знак признания высокого качества и новаторства её работы. В декабре того же года журнал «Entertainment Weekly» внес её в список «25 самых умных людей на телевидении».
Она стала одной из пятнадцати женщин, отобранных для того, чтобы появиться на обложке британского Vogue за сентябрь 2019 года, над которым работал приглашённый редактор в лице Меган, герцогини Сассексской. В 2021 году Хайек была удостоена звезды на голливудской «Аллее славы». Журнал Time назвал её одной из 100 самых влиятельных людей в мире в 2023 году.

## Фильмография

### Актёрские работы
| Год       |    | Русское название                    | Оригинальное название                    | Роль                            |
| --------- | -- | ----------------------------------- | ---------------------------------------- | ------------------------------- |
| 1989      | с  | Тереза                              | Teresa                                   | Тереза                          |
| 1993      | ф  | Моя безумная жизнь                  | Mi Vida Loca                             | Гата                            |
| 1993      | с  | Шоу Синбада                         | The Sinbad Show                          | Глория Контрерас                |
| 1994      | ф  | Аллея чудес                         | El callejón de los milagros              | Альма                           |
| 1994      | тф | Гонщики                             | Roadracers                               | Донна                           |
| 1995      | ф  | Отчаянный                           | Desperado                                | Каролина                        |
| 1995      | ф  | Честная игра                        | Fair Game                                | Рита                            |
| 1995      | ф  | Четыре комнаты                      | Four Rooms                               | девушка, танцующая в телевизоре |
| 1996      | ф  | От заката до рассвета               | From Dusk Till Dawn                      | Сантанико Пандемониум           |
| 1996      | ф  | Проводи меня домой                  | Follow Me Home                           | Бетти                           |
| 1996      | ф  | Беглецы                             | Fled                                     | Кора                            |
| 1997      | ф  | Поспешишь — людей насмешишь         | Fools Rush In                            | Изабела Фуэнтес-Уитман          |
| 1997      | ф  | На грани разрыва                    | Breaking Up                              | Моника                          |
| 1997      | ф  | Горбун из Нотр-Дама                 | The Hunchback                            | Эсмеральда                      |
| 1998      | ф  | Студия 54                           | 54                                       | Анита Рандассо                  |
| 1998      | ф  | Скоростной Гари                     | The Velocity of Gary                     | Мэри Кармен                     |
| 1998      | ф  | Факультет                           | The Faculty                              | медсестра Роза Харпер           |
| 1999      | с  | Мотор!                              | Action                                   | камео                           |
| 1999      | ф  | Догма                               | Dogma                                    | Серендипити                     |
| 1999      | ф  | Полковнику никто не пишет           | El Coronel No Tiene Quien le Escriba     | Джулия                          |
| 1999      | ф  | Дикий, дикий Вест                   | Wild Wild West                           | Рита Эскобар                    |
| 2000      | ф  | Таймкод                             | Timecode                                 | Роза                            |
| 2000      | ф  | Прожигая жизнь                      | La Gran Vida                             | Лола                            |
| 2000      | в  | Недотёпы                            | Chain of Fools                           | сержант Мередит Колко           |
| 2000      | ф  | Траффик                             | Traffic                                  | Росарио                         |
| 2001      | тф | Времена бабочек                     | In the Time of the Butterflies           | Минерва Мирабаль                |
| 2001      | ф  | Отель                               | Hotel                                    | Чарли Бо                        |
| 2002      | ф  | Фрида                               | Frida                                    | Фрида Кало                      |
| 2003      | тф | Субботним вечером в прямом эфире    | Saturday Night Live                      | приглашённая звезда             |
| 2003      | ф  | Дети шпионов 3: Игра окончена       | Spy Kids 3-D: Game Over                  | Франческа Гигглз                |
| 2003      | ф  | Однажды в Мексике                   | Once Upon A Time In Mexico               | Каролина                        |
| 2004      | ф  | После заката                        | After the Sunset                         | Лола Сирильо                    |
| 2006—2007 | с  | Дурнушка                            | Ugly Betty                               | София Риз                       |
| 2006      | ф  | Спроси у пыли                       | Ask the Dust                             | Камилла Лопес                   |
| 2006      | ф  | Бандитки                            | Bandidas                                 | Сара Сандоваль                  |
| 2007      | ф  | Одинокие сердца                     | Lonely Hearts                            | Марта Бек                       |
| 2007      | ф  | Через Вселенную                     | Across the Universe                      | медсёстры-клоны                 |
| 2009      | с  | Студия 30                           | 30 Rock                                  | Элиза                           |
| 2009      | ф  | История одного вампира              | Cirque du Freak: The Vampire’s Assistant | мадам Труска                    |
| 2010      | ф  | Одноклассники                       | Grown Ups                                | Роксана Чес-Федер               |
| 2011      | мф | Кот в сапогах                       | Puss in Boots                            | Киса Мягколапка                 |
| 2011      | ф  | Последняя искра жизни               | La chispa de la vida                     | Луиза                           |
| 2011      | ф  | Американец                          | Americano                                | Лола                            |
| 2012      | ф  | Особо опасны                        | Savages                                  | Елена                           |
| 2012      | ф  | Толстяк на ринге                    | Here Comes the Boom                      | Белла                           |
| 2013      | ф  | Одноклассники 2                     | Grown Ups 2                              | Роксана Чес-Федер               |
| 2013      | ф  | Женское восхождение                 | Girl Rising                              | рассказчик                      |
| 2014      | ф  | Маппеты 2                           | Muppets Most Wanted                      | камео                           |
| 2014      | ф  | Как заниматься любовью по-английски | How to Make Love Like an Englishman      | Оливия                          |
| 2014      | ф  | Эверли                              | Everly                                   | Эверли                          |
| 2014      | мф | Пророк                              | Kahlil Gibran’s The Prophet              | Камила                          |
| 2015      | ф  | Страшные сказки                     | Il racconto dei racconti                 | Королева Долины Туманов         |
| 2017      | ф  | Телохранитель киллера               | The Hitman's Bodyguard                   | Соня Кинкейд                    |
| 2017      | ф  | Беатрис на ужине                    | Beatriz at Dinner                        | Беатрис                         |
| 2017      | ф  | Как быть латинским любовником       | How to Be a Latin Lover                  | Сара                            |
| 2018      | ф  | Операция «Колибри»                  | The Hummingbird Project                  | Ева Торрес                      |
| 2019      | ф  | Родители лёгкого поведения          | Drunk Parents                            | Нэнси                           |
| 2020      | ф  | Гламурные боссы                     | Like a Boss                              | Клэр Луна                       |
| 2020      | ф  | Неизбранные дороги                  | The Roads Not Taken                      | Долорес                         |
| 2021      | ф  | Блаженство                          | Bliss                                    | Изабель Клеменс                 |
| 2021      | ф  | Телохранитель жены киллера          | The Hitman's Wife's Bodyguard            | Соня Кинкейд                    |
| 2021      | ф  | Вечные                              | Eternals                                 | Аяк                             |
| 2021      | ф  | Дом Gucci                           | House of Gucci                           | Пина Ауриемма                   |
| 2022      | мф | Кот в сапогах: Последнее желание    | Puss in Boots: The Last Wish             | Киса Мягколапка                 |
| 2023      | ф  | Супер Майк: Последний танец         | Magic Mike's Last Dance                  | Максандра Мендоса               |
| 2023      | с  | Чёрное зеркало                      | Black Mirror                             | камео / ТВ-версия Джоан         |
| 2024      | ф  | Без крови                           | Without Blood                            | Нина                            |
|           | ф  | Жертвоприношение                    | Sacrifice                                |                                 |

### Режиссёрские работы
| Год  |    | Русское название | Оригинальное название | Роль         |
| ---- | -- | ---------------- | --------------------- | ------------ |
| 2003 | тф | Чудо Мальдонадо  | The Maldonado Miracle | не снималась |